# Легат Мирослава Јосића Вишњића
Легат Мирослава Јосића Вишњића је посебна библиотечка целина Градске библиотеке "Карло Бијелицки" у Сомбору који је основан 2017. године.

## Живот и каријера дародавца
Мирослав Јосић рођен је 15. децембра 1946. у Стапару. Учитаљску школу завршио је у Сомбору, а на Филолошком факултету у Београду апсолвирао је на Катедри за општу књижевност и теорију књижевности. 
Радио је као лектор, коректор и технички уредник у разним издавачким кућама, листовима и часописима. Био је секретар листа „Студент” и уредник часописа „Релатионс”. Био је запослен у Српској књижевној задрузи, где је покренуо је библиотеку „Нови Албатрос”.
У „Књижевној фабрици МЈВ и деца” почео је приватно издавање књига.
У свом богатом књижевном опусу, Мирослав Јосић Вишњић је створио квалитетна, важна и награђивана дела. Добитник је НИН-ове награде за роман Одбрана и пропаст Бодрога у седам бурних годишњих доба и Андрићеве награде за књигу приповедака Нови годови, а 2007. године додељена му је прва Вељкова Голубица за целокупно приповедачко дело од изузетне уметничке вредности.
Умро је 8. септембара 2015. у Београду.

## Историјат формирања легата
Формирање легата књижевника Мирослава Јосића Вишњића је настало поклоном Мирјане Јосић.
Део заоставштине књижевника Мирослава Јосића Вишњића, књиге које је написао, награде које је за њих добио, општа књижевна и друга литература и периодика, су  смештени, чувани и свима доступани, у просторијама сомборске библиотеке.
Захваљући његовој супрузи Мирјани легат је смештен на видно место, у читаоници Научног одељење Градске библиотеке "Карло Бијелицки".

## О легату
Легат чине:
- 1341 књига и брошура,
- 25 сепарата,
- 1059 примерака серијских публикација,
- 5 свесака рукописне грађе,
- 39 изложбена каталога,
- 2 свеске Књига на брајевом писму,
- 4 свеске новинских записа,
- 174 комада разгледница, фотографија и  цртежа,
- 2 статуе, 1 цд, 1 скрипта,
- остала ситна грађа - 52 комада,
- 17 диплома – Признања за књижевно стваралаштво Мирослава Јосића Вишњића које чине плакете и повеље.

Легат Мирослава Јосића Вишњића нема посебну књигу инвентара, али носи интерну ознаку у сигнатури која га одваја од осталог фонда Научног одељења. Свака јединица има печат - ex libris, који је дизајнирао Дејан Подлипец, са именом и ликом Мирослава Јосића Вишњића.